# João Afonso de Albuquerque (bispo de Goa)
João Afonso de Albuquerque, O.F.M. (Castela, aproximadamente em 1479 - Goa, 23 de fevereiro de 1553) foi um religioso hispano-português, bispo de Goa, o primeiro a residir na cidade.

## Biografia
Ainda jovem, mudou-se para Portugal, onde se ordenou padre. Foi confessor do Rei D. João III de Portugal, antes de ser nomeado bispo de Goa, em 1539. Mesmo tendo sessenta anos, D. Frei João Afonso de Albuquerque decidiu-se por ir até à Índia.
Durante o seu bispado, foi instalada a Santa Inquisição em Goa, tendo sido caso famoso o julgamento por Judaísmo do Bacharel em Medicina Jerônimo Dias. Também durante seu bispado recebeu em sua diocese São Francisco Xavier, de quem tornou-se amigo. Faleceu no exercício da prelazia.